# Körslaget
Körslaget var ett underhållnings-TV-program på TV4 skapat av Caroline af Ugglas, Heinz Liljedahl och Patrik Hambraeus och senare utvecklat av Friday TV AB för den amerikanska upplagan Clash of the Choirs. Från den tredje säsongen sändes även programmet i TV4 HD. Under programmens gång sändes även dragning för Lotto.

## Upplägg
Sju kändisar från olika delar av Sverige åkte till sina hemtrakter och tog hjälp av personer som bodde där då för att bilda en stadskör. Varje vecka tävlade sedan körerna mot varandra i direktsända lördagsfinaler och tv-tittarna telefonröstade fram resultatet. Den kör som i varje program, utom i det första programmet, fick minst antal röster var sedermera tvungna att lämna programmet. Den kören som i varje program kom sist fick dock framföra sin låt en gång till i slutet av programmet. I det sjunde och sista programmet hölls finalen mellan de två finalkörerna, samtidigt som de tidigare utröstade körerna återkom till programmet igen för att heja på och framföra olika låtar, dock utanför tävlan. Vinnarkören vann en summa pengar som skänktes till någonting i den trakten som kören kom ifrån. I varje program framförde varje kör en låt, men från det fjärde programmet fick varje kör framföra två låtar vardera. 

### Säsongsinformation
| Säsong             | Sändningsdatum                    | Vinnare                        | Tvåa                            | Trea                             | Programledare | Expert- kommentator |
| ------------------ | --------------------------------- | ------------------------------ | ------------------------------- | -------------------------------- | ------------- | ------------------- |
| Säsong 1 (2008)    | 29 mars– 10 maj 2008              | Joacim Cans (Team Cans)        | Brolle (Team Brolle)            | Lotta Engberg (Team Lotta)       | Gry Forssell  | Ingen kommentator   |
| Säsong 2 (2008/09) | 26 december 2008– 31 januari 2009 | Hanna Hedlund (Team Hanna)     | Erik Segerstedt (Team Erik)     | Magnus Carlsson (Team Magnus)    | Gry Forssell  | Ingen kommentator   |
| Säsong 3 (2009)    | 3 oktober– 14 november 2009       | Ola Svensson (Team Ola)        | Stefan Nykvist (Team Stefan)    | Roger Pontare (Team Pontare)     | Gry Forssell  | Ingen kommentator   |
| Säsong 4 (2010)    | 20 mars– 1 maj 2010               | Kalle Moraeus (Team Moreaus)   | Marie Picasso (Team Picasso)    | Rongedal (Team Rongedal)         | Gry Forssell  | Gabriel Forss       |
| Säsong 5 (2011)    | 19 mars– 23 april 2011            | Andreas Johnson (Team Andreas) | Gabriel Forss (Team Gabriel)    | Jakob Samuel (Team Jakob)        | Gry Forssell  | Ingen kommentator   |
| Säsong 6 (2012)    | 9 september– 20 oktober 2012      | Putte Nelsson (Team Putte)     | Louise Hoffsten (Team Hoffsten) | Bengan Janson (Team Bengan)      | Gry Forssell  | Ingen kommentator   |
| Säsong 7 (2013)    | 7 september- 19 oktober 2013      | Elisa Lindström (Team Elisa)   | Anna Book (Team Book)           | Rickard Söderberg (Team Rickard) | Gry Forssell  | Ingen kommentator   |